# Argyrolepidia ombiranus
Argyrolepidia ombiranus är en fjärilsart som beskrevs av Jordan 1906. Argyrolepidia ombiranus ingår i släktet Argyrolepidia och familjen nattflyn. Inga underarter finns listade i Catalogue of Life.